# سوسة البلوط الرمادي
سوسة البلوط الرمادي (الاسم العلمي: Curculio quercugriseae) هي نوع من الحشرات يتبع جنس السوسة الحقيقية من الفصيلة السوسية الحقيقية.